# World Top Four maschile 1992
La III World Top Four di pallavolo maschile si è svolta nel 1992 a Tokyo, in Giappone. Al torneo hanno partecipato 4 squadre nazionali e la vittoria è andata per la prima volta al Brasile.
All'edizione del 1992 del World Top Four maschile sono state invitate le tre squadre giunte sul podio al torneo olimpico del 1992 più il Giappone paese ospitante.

## Squadre partecipanti
- Brasile
- Giappone
- Paesi Bassi
- Stati Uniti

## Fase Finale
|  | Semifinali  | Semifinali  | Semifinali |          |         | Finale      | Finale      | Finale   |  |
|  |             |             |            |          |         |             |             |          |  |
|  | Giappone    | Giappone    | 3          |          |         |             |             |          |  |
|  | Giappone    | Giappone    | 3          |          |         |             |             |          |  |
|  | Paesi Bassi | Paesi Bassi | 0          |          |         |             |             |          |  |
|  | Paesi Bassi | Paesi Bassi | 0          |          | Brasile | Brasile     | 3           |          |  |
|  |             |             |            |          | Brasile | Brasile     | 3           |          |  |
|  |             |             | Giappone   | Giappone | 0       |             |             |          |  |
|  | Brasile     | Brasile     | Giappone   | Giappone | 0       | 3           |             |          |  |
|  | Brasile     | Brasile     |            |          |         | 3           |             |          |  |
|  | Stati Uniti | Stati Uniti | 0          |          |         | 3º posto    | 3º posto    | 3º posto |  |
|  | Stati Uniti | Stati Uniti | 0          |          |         |             |             |          |  |
|  |             |             |            |          |         |             |             |          |  |
|  |             |             |            |          |         | Paesi Bassi | Paesi Bassi | 3        |  |
|  |             |             |            |          |         | Paesi Bassi | Paesi Bassi | 3        |  |
|  |             |             |            |          |         | Stati Uniti | Stati Uniti | 0        |  |

## Classifica finale
| Classifica | Squadre     |
| ---------- | ----------- |
|            | Brasile     |
|            | Giappone    |
|            | Paesi Bassi |
| 4          | Stati Uniti |